# Laurent Robert
Laurent Robert (Saint-Benoît, La Reunión, Francia, 21 de mayo de 1975) es un exfutbolista francés. Jugaba de interior o extremo izquierdo.

## Trayectoria
Inicia su carrera en el Montpellier HSC, antes de firmar por el Paris Saint-Germain en 1999. Al año siguiente, con los parisinos en la Champions League, consigue asistir seis goles del famoso encuentro ante el Rosenborg, que culminaría en un abultado 7 a 2.
En 2001, ficha por el Newcastle United por 9,5 millones de libras. En su estancia en el club inglés, de cuatro temporadas, sumaría 21 goles en 129 partidos. En 2005 sería cedido al Portsmouth.
Después de la cesión, no continua en el Newcastle y ficha or el SL Benfica portugués. Marcó su primer gol ante los rivales del FC Porto, con un tiro desde 40 metros, una de sus especialidades. En julio de 2006 recala en el Levante UD, de la Primera División española, donde solo disputa 13 partidos, siendo expulsado en uno de ellos, y sin marcar ningún gol. El año siguiente retorna a Inglaterra, al Derby County.
En abril de 2008, el Toronto FC, de la Major League Soccer, anuncia el fichaje del francés. En el elenco canadiense solo disputa  17 encuentros. Posteriormente, juega en la liga griega con el AE Larisa.

## Selección nacional
Ha sido internacional con la Selección de fútbol de Francia en 9 ocasiones, marcando un gol contra Turquía. Participó en la Copa Confederaciones 2001.

### Partidos internacionales
| nº | Fecha                   | Lugar                        | Evento               | Rival             | Resultado | Goles | Observaciones                   |
| 1  | 18 de agosto de 1999    | Windsor Park, Belfast        | Amistoso             | Irlanda del Norte | 0-1       |       | 56' sustituye a Sylvain Wiltord |
| 2  | 8 de septiembre de 1999 | Hrazdan Stadium, Ereván      | Clas. Eurocopa 2000  | Armenia           | 2-3       |       | 63' sustituye a Sylvain Wiltord |
| 3  | 4 de octubre de 2000    | Stade de France, Saint-Denis | Amistoso             | Camerún           | 1-1       |       | 55' sustituye a David Trezeguet |
| 4  | 7 de octubre de 2000    | Ellis Park, Johannesburgo    | Amistoso             | Sudáfrica         | 0-0       |       |                                 |
| 5  | 15 de noviembre de 2000 | BJK İnönü, Estambul          | Amistoso             | Turquía           | 0-4       | (74') | 57' sustituye a Sylvain Wiltord |
| 6  | 1 de junio de 2001      | Estadio Daegu, Daegu         | Confederaciones 2001 | Australia         | 1-0       |       |                                 |
| 7  | 3 de junio de 2001      | Estadio Ulsan, Ulsan         | Confederaciones 2001 | México            | 4-0       |       | 64' sustituye a Steve Marlet    |
| 8  | 7 de junio de 2001      | Estadio Suwon, Suwon         | Confederaciones 2001 | Brasil            | 2-1       |       | 86' sustituye a Sylvain Wiltord |
| 9  | 10 de junio de 2001     | Estadio Yokohama, Yokohama   | Confederaciones 2001 | Japón             | 0-1       |       | 58' sustituye a Steve Marlet    |

## Clubes
| Club                | País       | Categoría           | Temporada | Nacional | Nacional | Nacional  | Europa    | Europa | Europa    |
| Club                | País       | Categoría           | Temporada | Liga     | Copa     | Copa Liga | Intertoto | UEFA   | Champions |
| ------------------- | ---------- | ------------------- | --------- | -------- | -------- | --------- | --------- | ------ | --------- |
| Montpellier HSC     | Francia    | Ligue 1             | 1994-95   | 7 (0)    | 1 (0)    | 2 (0)     | -         | -      | -         |
| Montpellier HSC     | Francia    | Ligue 1             | 1995-96   | 21 (5)   | 4 (0)    | 1 (0)     | -         | -      | -         |
| Montpellier HSC     | Francia    | Ligue 1             | 1996-97   | 38 (1)   | 3 (0)    | 3 (2)     | -         | 1 (0)  | -         |
| Montpellier HSC     | Francia    | Ligue 1             | 1997-98   | 26 (2)   | 1 (0)    | 2 (0)     | 2 (0)     | -      | -         |
| Montpellier HSC     | Francia    | Ligue 1             | 1998-99   | 32 (11)  | 1 (0)    | 4 (0)     | -         | -      | -         |
| Paris Saint-Germain | Francia    | Ligue 1             | 1999-2000 | 28 (9)   | 2 (0)    | 5 (3)     | -         | -      | -         |
| Paris Saint-Germain | Francia    | Ligue 1             | 2000-01   | 32 (15)  | 1 (0)    | 1 (0)     | -         | -      | 10 (3)    |
| Paris Saint-Germain | Francia    | Ligue 1             | 2001-02   | 1 (0)    | 0 (0)    | 0 (0)     | 4 (4)     | -      | -         |
| Newcastle United    | Inglaterra | Premier League      | 2001-02   | 36 (8)   | 3 (1)    | 3 (1)     | 0 (0)     | -      | -         |
| Newcastle United    | Inglaterra | Premier League      | 2002-03   | 27 (5)   | 1 (0)    | 1 (0)     | -         | -      | 11 (0)    |
| Newcastle United    | Inglaterra | Premier League      | 2003-04   | 35 (6)   | 2 (2)    | 1 (1)     | -         | 11 (3) | 2 (0)     |
| Newcastle United    | Inglaterra | Premier League      | 2004-05   | 31 (3)   | 4 (0)    | 2 (0)     | -         | 10 (2) | -         |
| Portsmouth (cedido) | Inglaterra | Premier League      | 2005-06   | 17 (1)   | 0 (0)    | 0 (0)     | -         | -      | -         |
| SL Benfica          | Portugal   | Primeira Divisão    | 2005-06   | 13 (2)   | 3 (1)    | -         | -         | -      | 4 (0)     |
| Levante UD          | España     | Primera División    | 2006-07   | 13 (0)   | 0 (0)    | -         | -         | -      | -         |
| Derby County        | Inglaterra | Premier League      | 2007-08   | 4 (0)    | 0 (0)    | 0 (0)     | -         | -      | -         |
| Toronto FC          | Canadá     | Major League Soccer | 2008      | 17 (1)   | -        | -         | -         | -      | -         |
| AE Larisa           | Grecia     | Super Liga          | 2008-09   | 6 (0)    | -        | -         | -         | -      | -         |
| Total               | Total      | Total               | Total     | 384 (68) | 26 (4)   | 25 (7)    | 6 (4)     | 22 (5) | 27 (3)    |

## Palmarés
| Título                    | Equipo  | Año  |
| ------------------------- | ------- | ---- |
| Copa FIFA Confederaciones | Francia | 2001 |